# 얀 지슈카
얀 지슈카 즈 트로츠노바 아 칼리하(체코어: Jan Žižka z Trocnova a Kalicha [ˈjan ˈʒɪʃka][*], 1360년? ~ 1424년 10월 11일)는 중세 말기의 체코인 군인, 용병이다. 종교개혁가 얀 후스의 지지자로, 후스가 화형당한 뒤 급진 후스파인 타보르파를 이끈 지도자였다. 후스 전쟁 당시 후스파 군대는 세 번의 십자군을 맞아, 지슈카가 살아있을 때는 단 한 번의 전투에서도 패배하지 않았다. 지슈카는 생전에 상승의 무패장군이었고, 현재는 체코의 국민영웅이다.
얀 지슈카는 체히 왕국 트로츠노브(오늘날의 보로바니)에서 최하급 귀족으로 태어났다. 이후 불분명한 이유로 제도권 밖으로 사라져 무법자 생활로 청년기를 보낸 뒤, 용병대장으로서 재등장하여 그룬발트 전투(1410년)에서 폴란드-리투아니아군에 고용되어 라드진 헤우민스키를 독일기사단으로부터 방어했다.
이후 고향 체히에서 벌어진 종교내전에서 지슈카는 수도메르 전투(1420년), 비트코브 고지 전투(1420년), 쿠트나호라 전투(1421년) 등, 중요한 초전들에서 신성로마제국과 헝가리 왕국의 군대를 절대적 열세에도 불구하고 모두 무찌르면서 후스파의 중요한 군사지도자로 부상했다.
지슈카의 전략전술은 당대 기준으로 사파(unorthodox)였으나 혁신적인(innovative) 것이었다. 군대를 각자의 능력에 따라 적절히 훈련시키는 것은 물론, 바겐부르크(무장 사륜마차)에 소구경 캐넌과 화승총병을 싣고 기동방어전을 펼쳤다. 고향 땅에 대한 지리에 통달했고, 군대의 기율을 엄정히 유지했다. 또한 농민들을 속성으로 훈련시켜, 고도로 훈련받고 중무장한 기사단 십자군을 농락했는데, 심지어 일반적으로 십자군 측이 수적으로도 우위에 있었다.
프라하 비트코브 고지에는 얀 지슈카와 그의 1420년 승전을 기념하기 위한 기념상이 세워져 있다. 이 지슈카 기념상은 세계에서 세 번째로 큰 청동기마상이다.

## 생애

### 어린 시절
얀 지슈카의 집안은 그 고향 트로츠노브 마을에 둘 뿐인 마이어호프 집안 가운데 하나였다. 전설에 따르면, 그는 숲 속의 참나무 한 그루 아래서 태어났는데, 참나무 옆으로 마이어호프 소유의 들판과 연못들이 있었다고 한다. 지슈카의 집안의 가격은 신사 정도에 해당하는 최하급 귀족 제마네(zemané) 였으나, 귀족으로서 다스릴 봉읍은 거의 없었다. 다른 가족 구성원들에 대해서도 알려진 것이 거의 없다. 지슈카에게는 동기가 여럿 있었다고 전하지만, 이름이 알려져 있는 것은 남동생 야로슬라프(Jaroslav)와 여동생 아네슈카(Anežka) 둘 뿐이다. 가문의 문장은 가재였다.:9
지슈카의 정확한 생년월일도 알려진 것이 없다. 1378일 4월 3일자 서류에 “트로츠노브 사람으로 지슈카라고 불리는 얀”(라틴어: Johannes dictus Zizka de Trocnov)이 결혼계약의 증인으로 등장한다. 이 사료로 보건대 지슈카는 이 즈음에 이미 성인이었다는 것이고, 역산해서 1360년 정도를 생년으로 비정한다. 그러나 이 계약서류의 얀 지슈카가 우리가 아는 후스파 장군 얀 지슈카와 동일인인지 직접적인 증거는 없는 상태다. 체코 역사학자 바츨라프 토메크 등은 얀 지슈카가 1378년에 이미 성인이었으면, 1419년 이후 군사령관으로 활약하기에는 너무 늙게 된다면서, 결혼계약서에 증인을 선 사람은 얀 지슈카 장군의 아버지일 것이라고 주장한다.:9 한편 프란티셰크 슈마헬은 얀 지슈카라면 나이 따위가 그 군사적 재능의 장애물로 작용하지 않았을 것이라 반박한다.:22-25 페트르 코르네이(Petr Čornej) 같은 학자는 “지슈카(Žižka)”라는 이름이 얀 지슈카 일족의 다른 누구에게도 사용되는 것을 볼 수 없다면서, 이것은 씨명이 아니라 얀 지슈카에게만 부여된 별명이라고 보아야 한다고 주장한다.
얀 지슈카의 이름은 1378년에서 1384년 사이에 작성된 이런저런 재산문서들에 나타난다. 이는 지슈카가 오랜 기간 재정적 문제로 곤란을 겪었음을 시사한다.:15–32 1381년, 지슈카는 트로츠노브의 토지 상속 문제를 매듭짓기 위해 프라하에 등장해 서류에 이름을 남긴다. 이것을 지슈카가 어려서부터 프라하에서 수학했다는 아이네아스 실비우스 피콜로미니의 『보헤미아의 역사』 기록과 어떻게 대조할지는 난감한 문제다. 1384년 문서에서는 “지슈카라고도 하는 요한네스”의 아내 “카테리나(Kateřina)”의 존재가 언급된다.:9 해당 문서는 지슈카가 카테리나의 지참금으로 받은 밭을 팔았다는 내용이다. 이후 지슈카의 이름은 20년 뒤 그가 용병대장이 되어 재출현하기 전까지, 글로 쓰인 사료상에서는 완전히 증발한다.

### 무법자 생활
14세기에서 15세기로 넘어갈 무렵, 체히에서는 인드르지흐 3세 즈 로슘베르카 등의 남부 귀족들이 무능한 국왕 바츨라프 4세에 대한 반란을 여러 차례 일으켰고, 심지어 국왕이 인드르지흐 3세의 포로로 잡혀 일시적으로 유폐되기도 했다. 그러나 얀 지슈카가 이런 난리에서 어떠한 역할을 했다는 직접적인 증거는 없다. 15세기 초엽에 얀 지슈카가 가독을 이어받아 관리하기 시작했으나,:12 가세가 기울어 토지를 조금씩 팔아넘기기 시작했던 것 같다. 그런데 일부 사료에서는 지슈카의 아버지가 왕실 사냥터지기로 일하다 1407년에 죽었다고 시사하는 바, 지슈카 또한 왕실에서 일을 맡아보았을 가능성도 있다. 그러나 확증할 만한 증거는 없는 상태다.:9
그런데, 1406년부터 지슈카는 로슘베르카 영지의 『흑색서』(라틴어: acta negra maleficorum)에 도적떼 두목으로 이름을 올리기 시작한다.:26 어쩌다 지슈카가 도적이 되었는지 사연은 알려진 것이 없으나, 지슈카가 인드르지흐 3세 및 부데요비체와 그 동맹시들을 공공연히 적대한 것을 보면,:12-13 자기 가문에 가해진 어떤 불의에 맞서 싸우고 자기 권리를 주장하고자 했던 것으로 보인다. 슈마헬은 남체히 지역에 도적이 폭발적으로 늘어난 원인을, 부유한 로슘베르카 가문의 영지(그리고 교회의 영지도)가 계속 늘어간 동시에, 채무와 가난에 시달린 하급귀족들이 영민들을 이끌고 함께 도적화했기 때문이라고 분석한다.:28 이러한 상황으로 인해 얀 지슈카는 고향 트로츠노보에서 쫓겨나듯 떠나게 된다. 토메크 또한 지슈카가 조그만 봉읍조차 지키지 못하고 쫓겨났을 가능성을 의심하는데, 이런 식으로 하급귀족이 정리당하는 것은 당대에 흔한 일이었다. 그 결과 지슈카는 무법자의 삶을 살게 되었고, 발코운(Valkoun)이라는 지역 귀족의 원조를 부분적으로 받았다.
어쨌든 간에, 이 일대에는 폭력사태가 벌어졌고, 지슈카는 자기 적들을 기회만 되면 해치려고 했다. 이 때 지슈카와 손을 잡은 것이 마테이 부드체라는 도적 두목이었는데, 그는 오로지 금전적 이익만 추구하는 진짜배기 도적이었다. 지슈카의 도적단은 세들로 마을(오늘날의 치메르 근교), 롬니체 나드 루슈니치에서 멀지 않은 방앗간, 흘라바트체의 어느 이름 모를 여인의 집, 또는 그냥 숲 속에서 노숙하는 등 여기저기를 떠돌아다녔다.:15-16
도적들은 체히 남부의 가도를 여행하는 상인들과 행인들을 약탈했다. 도적단의 주요 수입원은 강도짓, 유괴 후 몸값 뜯기, 읍락 공격 등이었다. 이렇게 모은 돈으로 자기 생활비를 해결하고, 세작과 아지트의 이용료를 부담했다.:28 도적단 시절 지슈카는 최소 한 명의 남자를 확실히 살인했는데, 이 피해자는 인드르지흐 3세의 부하였다.:12-13 지슈카의 도적단은 인드르지흐 3세의 다른 적들과 접촉을 도모하기도 했다. 예컨대 1408년 지슈카는 프라하티체 근교의 후스성을 공성하는 준비과정에 참여했다(당시 후스 성관백은 미쿨라스 즈 후시인데, 후스 전쟁 때 지슈카의 타보르파 군세에 합류해 선임간부가 된다) 그 밖에도 알레슈 즈 비토바, 에르하르트 즈 쿤슈타트 등의 귀족들이 공성전을 벌이면서 지슈카의 도움을 구했다.:14-15
마테이를 비롯해 지슈카의 도적단 멤버들은 상당수가 결국 잡히거나 죽었다.:6 1409년 바츨라프 4세가 부데요비체시와의 분쟁의 종료에 합의하면서 상황이 바뀌었다. 바츨라프 4세는 6월 27일 지슈카에게 특별히 편지를 보내 사면을 고했고, 부데요비체시 측에도 지슈카를 사면할 것을 명령했다.:33-32 이것은 적어도 바츨라프 4세가 지슈카를 남체히 분쟁에 있어서 자기 편에 섰던 인물로 생각했음을 시사한다.:6

### 그룬발트
폴란드 사람 얀 드우고시가 쓴 연대기에 따르면, 1410년 얀 지슈카는 폴란드-리투아니아-독일기사단 전쟁에 용병으로서 참전했다. 지슈카는 중세 유럽 최대의 단일 회전 중 하나였던 그룬발트 전투에서 폴란드-리투아니아측에서 싸웠던 것으로 생각된다. 전투는 1410년 7월 15일에 벌어졌고, 폴란드 왕국과 리투아니아 대공국의 연합군이 독일기사단을 결정적으로 패퇴시켰고, 기사단 총장 울리히 폰 융깅겐을 포함해 독일기사단 지도부 대부분이 전사하거나 포로로 잡혔다. 이후 독일기사단은 과중한 전쟁배상금으로 인해 다시는 예전과 같은 위세를 회복할 수 없었다. 드우고시의 기록에 따르면, 지슈카는 전투가 끝난 뒤 라드진 읍락의 수비군으로 근무했다.

### 프라하 체류기간
얀 지슈카가 1411년부터 1419년까지 무슨 활동을 했는지는 확실한 것이 없다. 루카슈 프라슈스키(Lukáš Pražský)가 1527년 이후에 작성한 사후 사료에 따르면, 지슈카는 바츨라프 4세의 아내인 조피 왕비의 시종관이 되었고, 조피가 얀 후스의 설교에 참석할 때 동행했다고 한다. 후스가 1413년에 체히 남부로 망명간 것을 생각해 볼 때, 이 내용은 1411년에서 1412년 사이의 일일 것이다.:90–100 지슈카와 개인적으로 지인이었던 후스파 역사가 바리네츠 즈 브레조베(Vavřinec z Březové)에 따르면, 1419년경 얀 지슈카는 “보헤미아 왕의 가족”(라틴어: familiaris regis Bohemiae), 즉 국왕의 가신이 되었다고 한다. 이것은 16세기에 작성된 연대기들에서도 확인된다. 1414년 폴란드의 독일기사단 재침공(성공하지 못함)에도 지슈카가 종군했을 가능성은 있지만 구체적인 증거는 없다. 다만 이 전쟁이 끝나고 1개월 뒤인 1414년 11월 7일에 프라하의 나 프리코페(Na Příkopě) 거리에 있는 집 한 채를 “외눈의 왕실문지기 야넥”(라틴어: Janek portulanus regius)가 구매했다는 기록은 의미심장하다. 체코 역사학계는 대체로 이 “왕실문지기”를 얀 지슈카와 동일인으로 비정한다. 1416년, “문지기 야넥”은 이 집을 팔고, 구시가지의 좀 더 작은 집을 새로 사 이사한다.

### 지도자로 부상하다

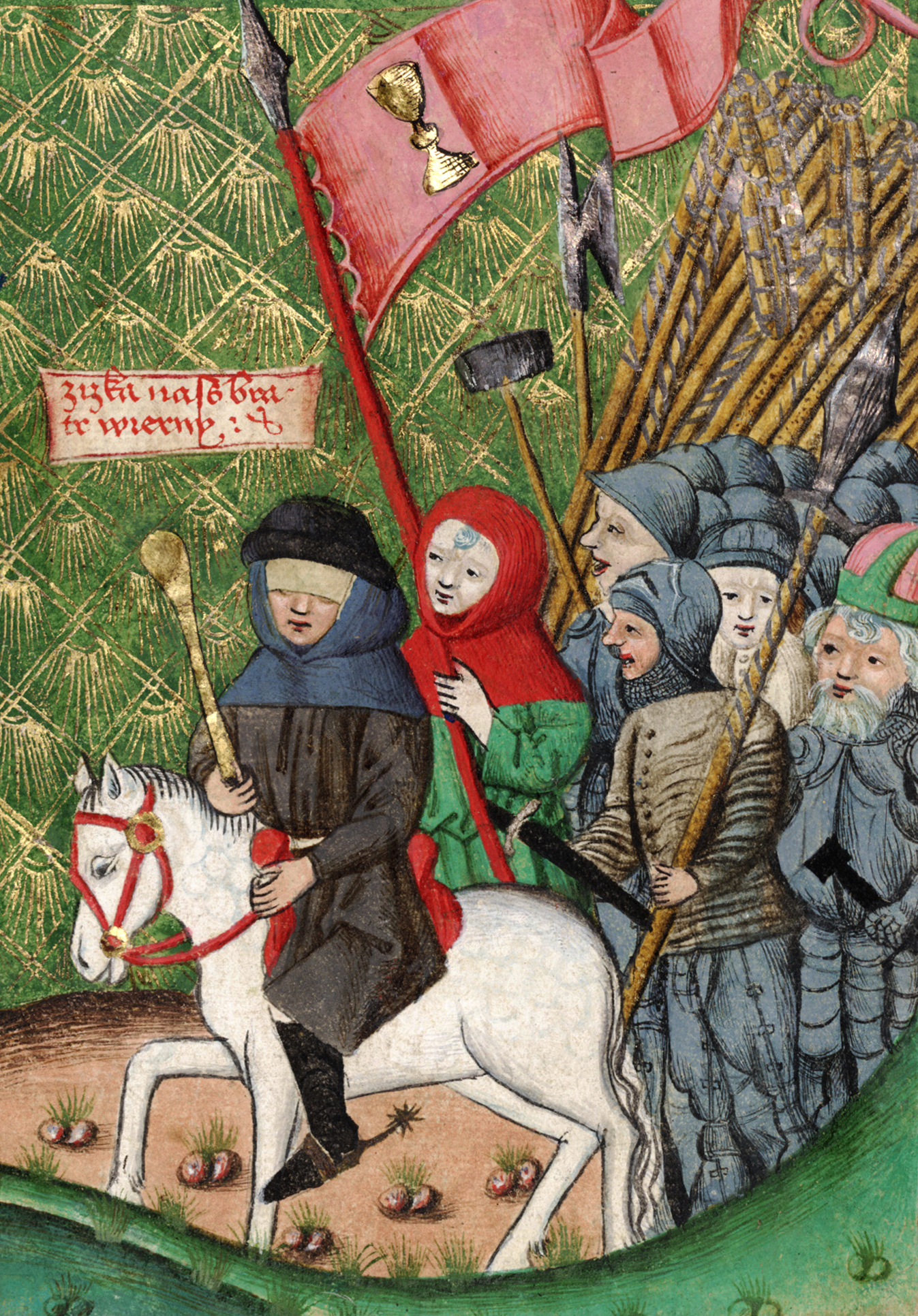
군대를 이끄는 얀 지슈카(15세기 말엽의 채식필사본).

1419년 7월 30일, 얀 졔블리스키가 이끄는 후스파 군중들이 시청 신청사로 몰려가 감옥에 갇힌 후스파 사람들의 석방을 요구했다. 지슈카도 이 때 후스파 행렬 가운데 있었다.:150–162 요구가 거절되자, 폭도화된 군중들은 시청사에 난입해서 시참사회 의원들을 창밖으로 내던져 죽였다. 이 소위 제1차 프라하 투척사건은 후스 혁명의 시발점으로 여겨진다. 바츨라프 4세는 이 소식을 듣고 놀라 심장마비를 일으켜 17일만에 죽고 말았다. 이후 후스파는 프라하를 접수하고, 적대세력들을 모두 추방했다.
1419년 11월 13일, 지기스문트 왕과 프라하 시민들 사이에 일시적인 휴전이 체결되었다. 지슈카는 이 타협을 받아들이지 못하고 프라하를 떠나 당대 체히에서 가장 부유한 도시 플젠으로 갔다가, 플젠에서도 다시 떠났다. 1420년 3월 25일, 지슈카는 후스 전쟁 최초의 교전이었던 수도메르 전투에서 지기스문트의 군대를 박살냈다. 이후 지슈카는 강경 후스파가 성채를 세우고 웅거하던 타보르로 이동해 타보르파에 합류했다. 타보르파의 교회 조직은 철저한 민주적 기반 위에 엄격한 군대 기율이 적용되는, 다소 청교도적인 성격을 가지고 있었다. 지슈카는 이 새로운 종교-민주-군사 공동체의 조직화에 큰 역할을 했고, 네 명의 군사지도자(hejtman) 중 한 명이 되었다.

#### 바겐부르크 전술

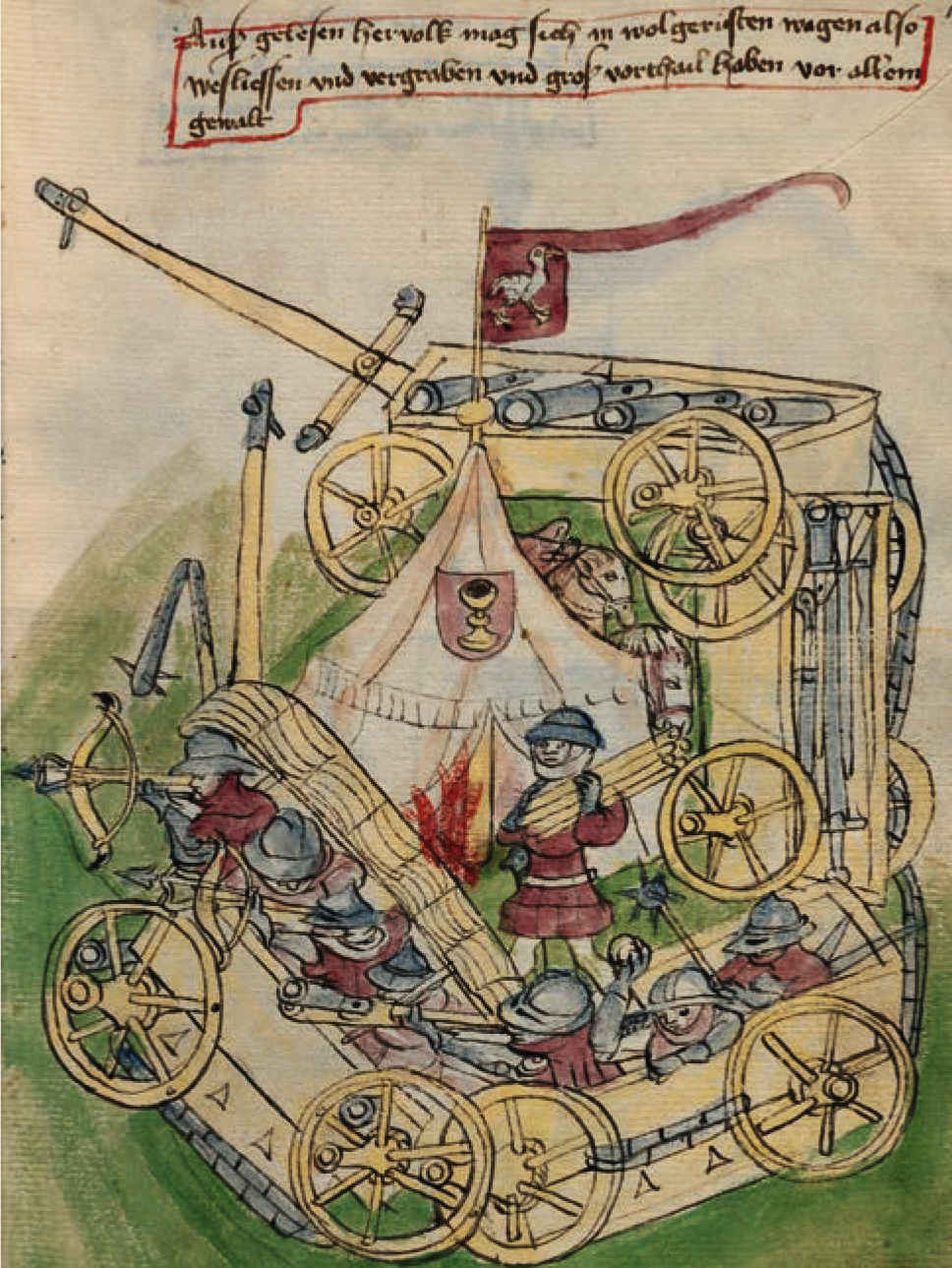

지슈카는 바겐부르크 전술의 발달에 기여했다. 기동요새 바겐부르크는 체코어로는 보조바흐라드바(vozová hradba)라고 불렸다. 수적으로 우월한 적군을 맞아, 후스파 군대는 전투용으로 개조한 수레를 사각형 또는 원형으로 배치했다. 수레의 바퀴와 바퀴를 사슬로 묶었다. 이 수레벽 앞에 참호를 팠다. 수레 한 대당 16-22명의 병사가 탑승했는데, 쇠뇌수 4-8명, 총통수 2명, 장창 또는 편곤으로 무장한 살수 6-8명, 방패수 2명, 운전수 2명이었다.
후스파의 전투는 크게 두 단계로 이루어졌다. 제1단계는 방어전이고, 제2단계는 공세적 반격전이었다. 제1단계에서 후스파는 적군 가까이 수레진을 배치하고, 포격으로 적들을 자극해 전투로 끌어냈다. 대포는 근거리에서 특히 많은 사상자를 냈다.  더 이상의 손실을 견딜 수 없어진 십자군 기사들이 돌격해 오면, 수레 안에 숨어 있던 총통수와 쇠뇌수들이 사격을 가해서 적을 약화시켰다. 사격수들은 기사보다 말을 먼저 겨냥해서 기병의 이점을 빼앗았다. 많은 기사들이 말이 쓰러지면서 낙마해서 죽었다.
적의 사기가 꺾이면 곧바로 제2단계, 공세적 반격이 시작되었다. 수레진 측면에 틈을 열고 수레진 가운데서 대기하던 보병과 기병들이 쏟아져나갔다. 수레진 전면에서 사격과 포격을 당하는 사이 측면에서 예비대가 쳐들어오면 십자군은 속수무책이었고, 무거운 갑옷 때문에 도망치지 못하는 기사들을 내팽겨치고 도망칠 수밖에 없었다. 이런 식으로 적군은 큰 손실을 입고, 후스파는 포로를 잡지 않는다는 평판을 얻었다.

#### 화약무기
후스 전쟁은 또한 전장에서 총의 초기적인 성과를 보여주었다. 독일인들은 화약을 만들기 시작하여 이중 전술적 무기로 소량을 사용하였다. 그러나 평지에서 총병들은 단지 총을 한발 쏘는 정도로 말 위에 올라탄 기병에게 당해낼 수 없었다. 그러나 성벽의 뒤, 혹은 수레진의 담장 안에서 총병의 무리는 총의 위대한 잠재성을 일깨울 수 있었다. 체코인들이 총을 pištala라 부르고, 소형 대포를 houfnice라고 부르던 데에서 영어 단어 "Pistol"과 "howitzer"가 유래하였다. 탄네베르크의 경험에서, 지슈카는 그의 적들이 어떻게 공격해올지 정확히 알 수 있었고, 그는 적군을 격파하여 자신의 승리로 만들 수 있는 방법을 확실히 알 수 있었다. 그는 시대를 뛰어넘어 위대한 혁신자이며 군사적인 지도자로 여겨진다. 지슈카는 역사상 드문 불패의 장군 중 하나였다.

### 신출귀몰 전략가
후스 전쟁은 개신교 종교개혁의 선구자였던 후스파의 신교의 자유를 인정받기 위한 투쟁이었으며, 비록 그 동기는 주로 종교적인 것이었으나 사회문제에 의해 탄력을 얻었고, 체코인의 민족성 인식의 계기로도 이어졌다. 천주교 교회는 후스의 가르침을 이단으로 판결했다. 후스는 1411년 콘스탄츠 공의회에서 파문당했고, 1415년 화형에 처해졌다. 전쟁은 1419년 7월의 제1차 프라하 투척사건과 함께 시작되었다. 체히 국왕 바츨라프 4세는 1419년 8월 사망했고, 그 동생으로서 왕위를 물려받은 지기스문트는 이단 토벌의 십자군을 발령했다. 이 전쟁 와중에서 지슈카는 불멸의 명성을 얻었다.

#### 제1차 후스파 토벌 십자군

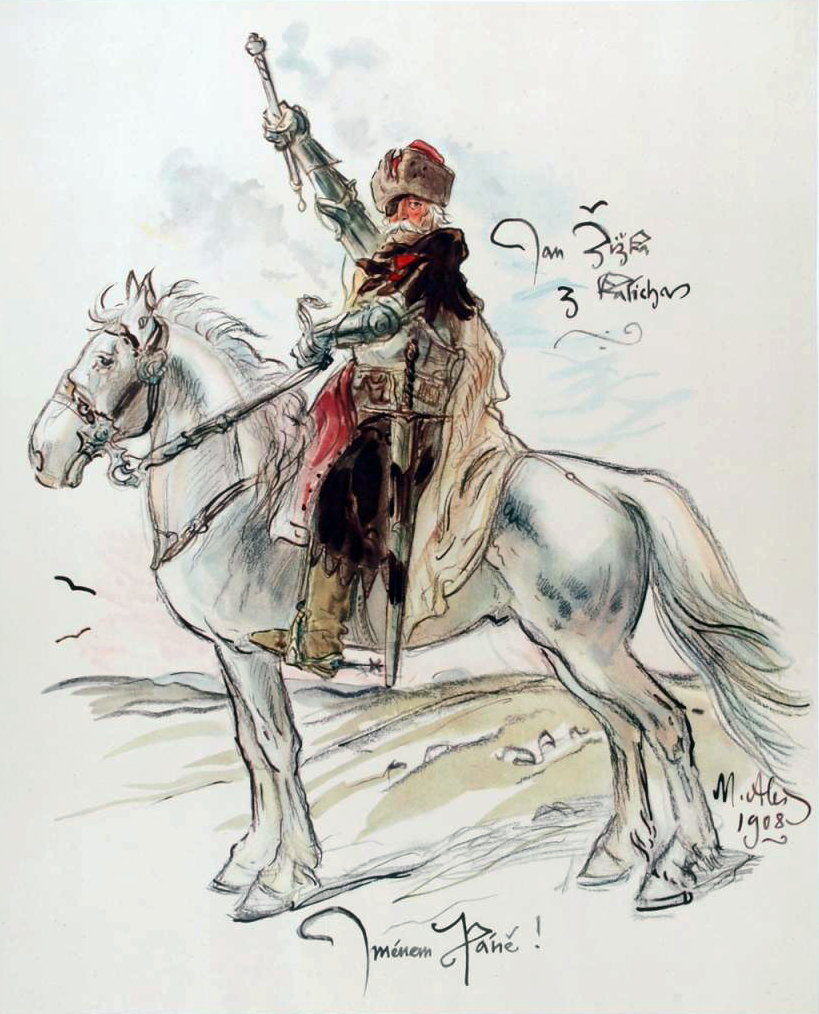
미콜라슈 알레슈(Mikoláš Aleš)가 그린 후스파 장군 얀 지슈카.

독일의 왕이자, 헝가리의 왕이며, 보헤미아를 침공한 지기스문트가 그의 형제 벤체슬라우스의 후계자임로서 왕관에 대한 권한을 주장하는 동안, 지슈카는 새로운 군사 공동체를 구성하는 데 중요한 역할을 하고, 이 군사 공동체의 지도자들이 인민의 4장군 중의 하나가 되었다. 지기스문트에게 협박을 받은 프라하의 시민들은 타보르에 구원을 간청하였다. 지슈카와 다른 장군들에 의해 지휘되던 타보르 군은 도시의 방위를 위해 입성하였다. 프라하에서, 지슈카와 그의 병사들은 오늘날, 프라하의 행정구역에 속해있으며 지즈코프에 있는 비트코프라고 알려진 언덕에 강한 진지를 구축하였다. 강한 독일군이 개방된 지형에서 후스파 공동체에 의해 방어되고 있던 비트코프의 진지로 돌격하였다. 지슈카의 영웅적 활약에 의해 이 공격은 분쇄되었고, 지기스문트의 군대는 포위를 풀었다(얀 지슈카를 기리는 거대한 동상이 언덕의 정상에 세워져 있다. 이 상은 지슈카가 거대한 말의 동상 위에 앉아 있는 것이다. 이는 9미터, 혹은 27 피트 정도의 크기이다.). 얼마 지나지 않아(1420년 8월 22일), 타보르군은 프라하를 떠나 타보르로 돌아왔다.
지슈카는 지기스문트의 추종자 중, 특히 강력한 로마파인 Oldřich II of Rožmberk와의 새로운 전쟁에 휘말리게 되었다. 지슈카는 언제나 승리했고, 이 투쟁을 통해서 후스파는 지기스문트가 떠난 보헤미아의 대부분을 소유할 수 있었다. 리투아니아의 비타우타스 대공을 왕으로 선출하자는 의견이 제안되었으나 1421년 카슬라브에서 회동을 한 모라비아와 보헤미아의 의회는 국가의 종교적, 정치적 정당에 의해 선출된 20명의 지도자로 구성된 잠정적인 정부를 구성할 것을 결의했다. 카슬라브의 회의에서 중대한 역할을 담당한 지슈카는 두 명의 타보르 대표 중 하나로서 선출되었다.
지슈카는 아담파라 불린 광신적인 분파의 반란을 빠르게 진압하였다. 그는 로마파와, 지기스문트의 추종자에 대한 싸움을 계속하였으며 그가 받았거나 요구한 활약에 대한 보상중 유일하게 리토멀리스 근처의 작은 성을 점령하여 계속적으로 소유하였다. 후스파의 관습에 따라, 지슈카는 자신의 새로운 소유물에 Chalice라는 성서적인 이름을 주고, 이후로 서명을 할 때 칼리스의 지슈카라 하였다. 후에 1421년, 그는 라비 성을 공략하던중 지슈카는 남아있던 한쪽 눈을 부상으로 잃었다. 이제 비록 완벽하게 맹인이 되었지만, 지슈카는 계속하여 타보르의 군대를 지휘하였다.

#### 제2차 후스파 토벌 십자군
1421년 말, 지크문트는 보헤미아를 점령하고자 재침하였고, 지슈카로부터 쿠트나호라의 중요한 마을의 소유권을 획득하였다. 마을의 대부분인 독일계 주민들은 소수인 후스파 사람들을 학살하고 성벽의 밖에서 야영을 하고 있던 지슈카에 대해 성문을 닫는 행동을 보였다. 타보르와 프라하 연합군의 최고 지휘자인 지슈카는 계략에 빠졌으나, 역사가들이 최초의 기동전이라 부르는 전략을 수행하려 하였다. 지슈카는 적의 봉쇄를 뚫고, 콜린으로 퇴각하여 증원을 받은 후 반격을 개시, 콜린과 쿠트나 호라와 콜린 사이에 있는 네보비디의 마을에서 지기스문트의 군대를 격파하였다(1422년 1월 6일). 지기스문트는 1만 2천의 병력을 잃고 자신만이 간신히 돌아갈 수 있었다. 지기스문트의 군대는 Deutschbrod에 최후의 영채를 구축하였으나 체코군에 의해 격파당했고, 지슈카의 방법과는 반대로 이 곳의 수비자들은 검을 들었다.

### 전설이 된 무패장군

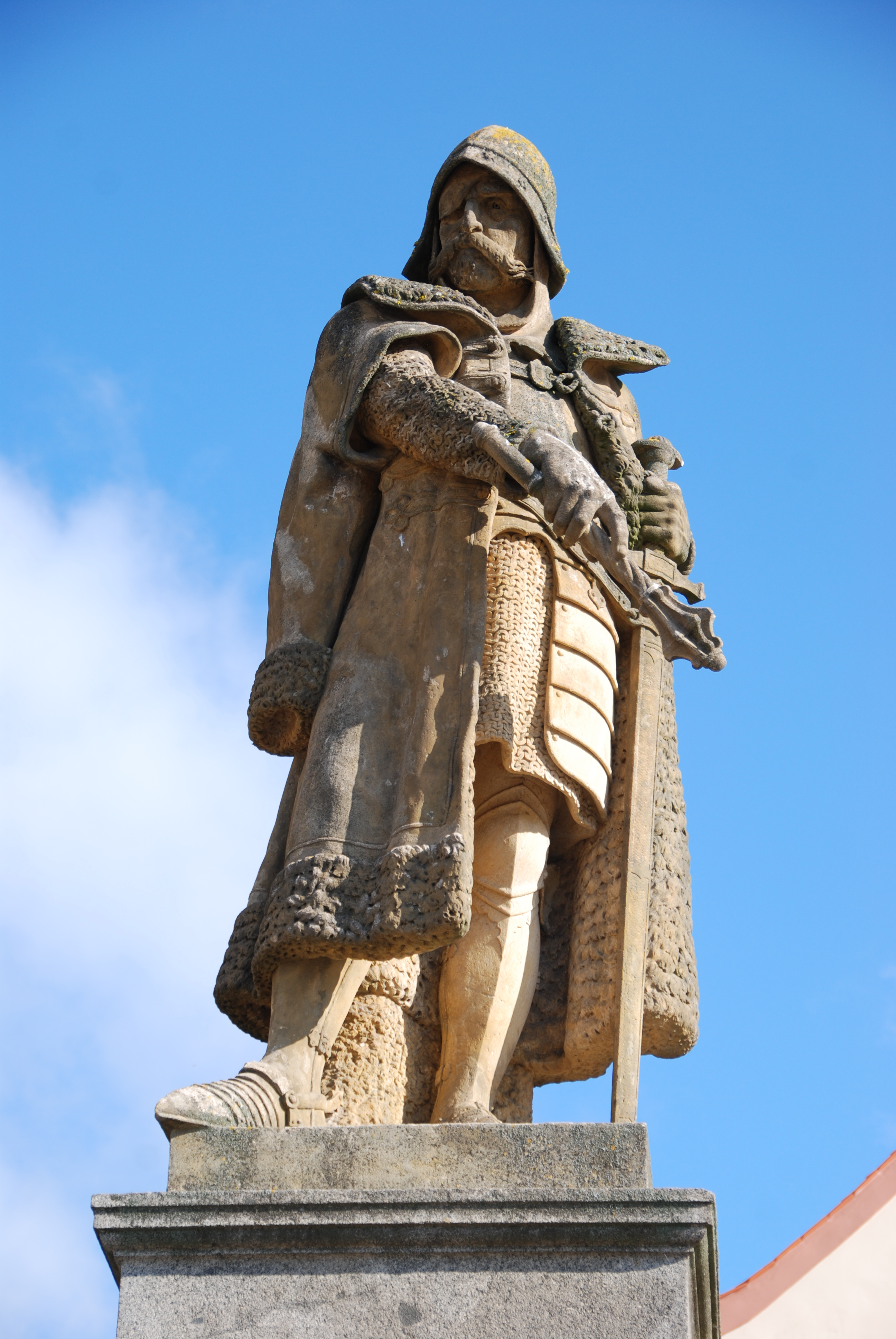
타보르 마을광장(지슈카 광장)에 소재한 지슈카 동상. 1884년 작품.

1423년 초, 후스파 내부의 분열은 내전으로 이어졌다. 1423년 4월 20일, 지슈카는 타보르파(급진파)의 지도자로서 호리체에서 양형영성체파(온건파) 귀족들과 프라하 시민들을 격파했다. 그 직후 제3차 십자군이 준비되고 있다는 소식이 전해지자, 분열했던 후스파는 일단 휴전하기로 6월 24일 코노피슈테에서 합의했다. 그러나 십자군을 물리치고 나자 다시금 내분이 불거졌다. 당시 체히를 일시적으로 다스리던 리투아니아 공자 지기만타스 카리부타이티스는 밀레티넥(Miletínek) 영주 보렉(Bořek)을 흐라덱크랄로베 시의 지사로 임명했다. 보렉은 양형파 귀족이었다. 지기스만타스가 체히를 떠나자, 흐라덱크랄로베 시민들은 보렉을 지도자로 인정하지 않고 지슈카에게 도움을 청했다. 지슈카는 이 요청에 응하여, 1423년 8월 4일 스트라호브 농장에서 보렉의 양형파 군대를 박살내고 그를 쫓아냈다.
이제 지슈카는 지기스문트 왕의 본진인 헝가리를 침공하고자 했다. 비록 헝가리인들의 수적 우위로 인해 이 헝가리 원정은 그다지 성공적이지 못했으나, 이 때 지슈카가 보여준 퇴각 전술은 지슈카의 가장 위대한 군사적 업적 중 하나였다. 1424년, 다시 후스파 사이에 내분이 일어났고, 지슈카는 1월 6일 스칼리체에서, 6월 7일 말레소브에서 프라하 시민들과 양형파 귀족들을 결정적으로 격파했다. 9월, 지슈카는 프라하로 진군했고, 9월 14일 양형파 프라하 대주교 얀 로키차나의 중재로 화약이 맺어졌다. 재통일된 후스파는 지기스문트가 장악하고 있는 모라바를 공략하기로 했고, 지슈카가 원정 지도자로 추대되었다.
그러나 지슈카는 모라바 전선에서 프리비슬라브성을 공략하던 도중, 오늘날의 지슈코보폴레에서 돌연 죽었다. 전통적으로 흑사병이 사인이었다고 알려져 있으나, 현대 역사학자들은 흑사병설을 기각한다. 나중에 유골을 검사한 결과 비소독살설이 불거지기도 했다. 현재 지슈카의 사인에 대한 역사학자들의 주류설은 세균 감염에 의한 옹종이다.
아이네아스 실비우스 피콜로미니의 연대기에 따르면, 지슈카의 유언은 자기 가죽을 벗겨 독전고를 만들어 죽어서도 군대와 함께할 수 있게 하라는 것이었다. 지슈카의 병사들은 그에 대한 존경심이 지나쳐 지슈카가 죽자 스스로를 “시로트치”라고 불렀는데, 이는 “고아들”이라는 뜻이다. 지슈카의 적들은 “필멸자의 손으로는 파괴될 수 없는 자의 목숨은 신의 손으로써만 거두어졌다”고 떠들었다.
지슈카 사후 급진 후스파의 지도자로서 역할은 프로코프 홀리가 계승했다.

## 고찰

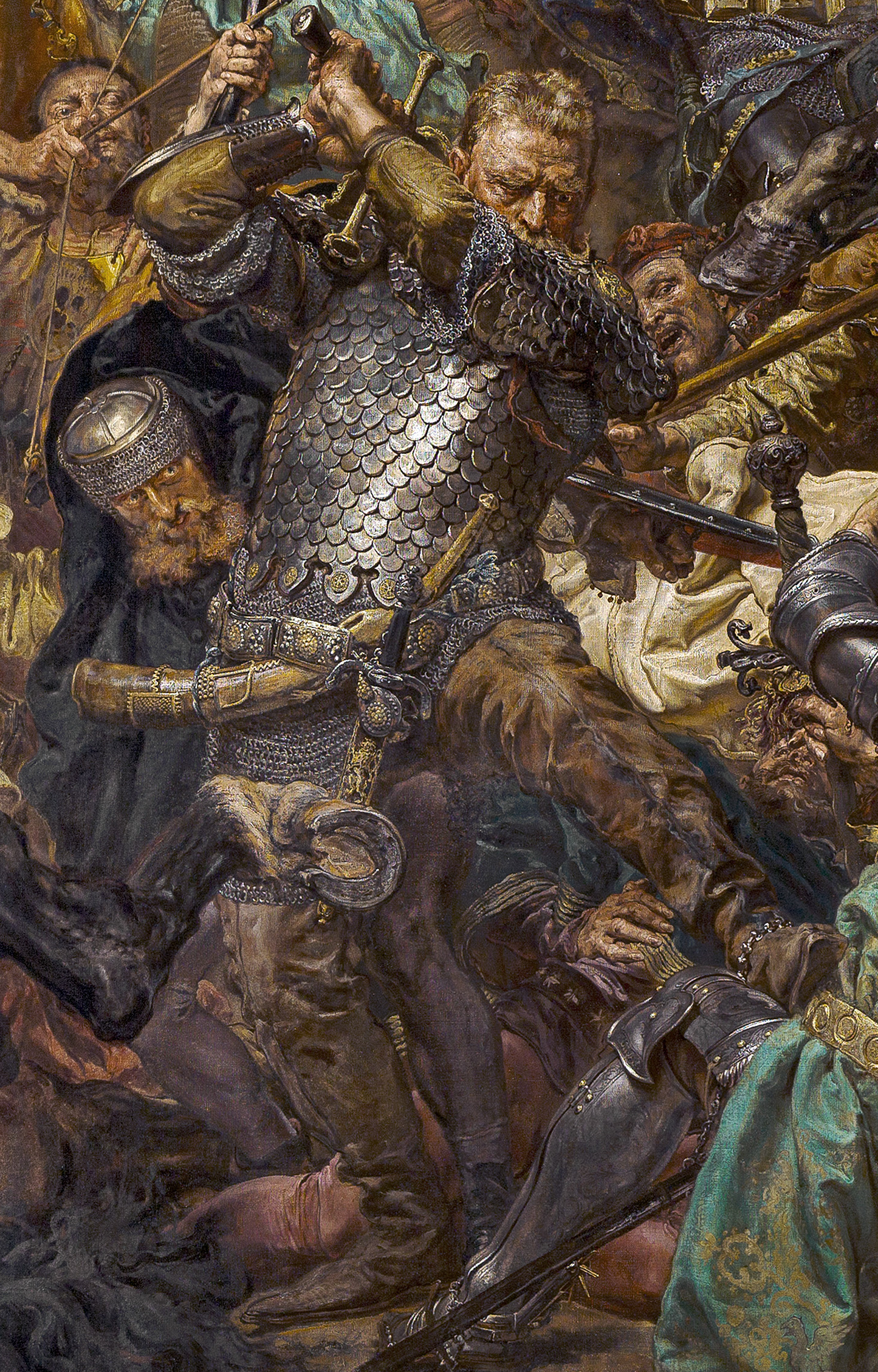
Jan Žižka in a detail of Jan Matejko's Battle of Grunwald

최근 체코의 문화와 종교 발달에 대한 얀 지슈카의 실제적 활동에 대하여 역사 연구가들의 주제로 몇가지 고찰이 이루어지고 있다. 그들은 얀 지슈카가 자기 방어와 교회를 신에게 가까운 쪽으로 개혁하기 위해 싸운 현명한 지도자로 여겨져서만은 안 되며, 우리는 그를 신의 이름으로 무수한 사람들을 살상하고 대량학살과, 교회와 마을을 태움으로써 체코 문화의 중요한 부분을 파괴한, 물론 그의 적들이 단 한 사람도 살려주지 않은 데 비해, 종종 어린아이와 여자만은 살려준, 사람으로도 봐야 한다는 것이다.
이러한 의견은 극단적인 생각으로 여겨진다. 장군으로서의 시야에서 보면 다방면에서 출진하여 보헤미아를 노리는 십자군에 대응할 수밖에 없었고, 지슈카는 그의 나라와 국민의 신념을 지키기 위해서 선택할 수 있는 방법이 별로 없었다. 적들의 경우 일말의 자비심도 없었음에도 불구하고 지슈카는 가끔 자비심을 보이고, 이를 집행하기도 하였다. 네메르키 브로드에서 그의 군대가 불복종의 태도를 보인 후에, 지슈카는 그의 전군에 명령하여 신에게 자신의 잘못을 용서해 줄 것을 비는 기도를 하게 하였다. 그 후에 얀 지슈카는 꼼꼼한 법률을 지어 전군은 물론, 그 자신에게도 적용되는 문서를 작성하였다. 이와같은 사실에서 볼 때, 얀 지슈카는 수세기 동안 만연한 단순하고, 피에 굶주린 전사가 아닌, 사려깊은 사람으로 그려진다. 얀 지슈카는 검의 사람으로서 신의 사람인 얀 후스의 반대면을 상징하는 것으로 여겨진다. 후스전쟁을 다룬 오타카르 바브레의 서사 영화에서 두 사람은 체코의 국가적 정체성을 상징하는 인물로 영원히 연결된다.

## 같이 보기
- 얀 후스

## 참조
- "The Hussite Wars", Count Lutzow, J. M. Dent & Sons London, E. P. Dutton & Co. New York 1909
- "John Zizka & the Hussite Revolution", Frederick G. Heymann, Russell & Russell New York 1955, 1969.
- "The Hussite Wars (1419-36)", Stephen Turnbull, Osprey Publishing (ISBN 1-84176-665-8)
- "The Crusade Against Heretics in Bohemia, 1418-1437: Sources and Documents for the Hussite Crusades (Crusade Texts in Translation S.)", Dr Fudge.
- "František Šmahel: Die Hussitische Revolution I-III (MGH-Schriften 43/I-III, Hannover, 2002)."